# Vitalij Markiv
Vitalij Mychajlovyč Markiv, noto anche col nome di battaglia: “Ital’yanets” (in ucraino Віталій Михайлович Марків?; sovente trascritto anche come Vitalii Markiv o citato dalla stampa come Vitaly Markiv; Chorostkiv, 16 agosto 1989), è un militare ucraino con cittadinanza italiana.
Markiv è noto per essere stato dapprima arrestato e poi assolto per vizi di forma dalla corte d'assise di Pavia con l’accusa di aver diretto il fuoco del mortaio che portò alla morte dell’ex dissidente sovietico e giornalista russo Andrej Mironov e del fotocronista autonomo italiano Andrea Rocchelli nei pressi della città di Slov"jans'k. La sua condanna è stata infine annullata, ed è stato assolto con formula piena dalla Corte suprema di cassazione.

## Biografia
Nato il 16 agosto 1989 a Chorostikiv, nell'allora RSS Ucraina, all'età di 16 anni si trasferisce a Tolentino, nelle Marche, con sua sorella e sua madre, quest’ultima sposatasi in seconde nozze con un italiano. Terminati gli studi ottiene la cittadinanza italiana e inizia a svolgere lavori vari, dal preparatore atletico al DJ sulla riviera marchigiana con lo pseudonimo “Markus Sweet”. Markiv torna quindi in Ucraina alla fine del 2013 per prendere parte alle manifestazioni e alla rivoluzione di Euromaidan del 2014 che portano alla fuga di Janukovič e alla sua destituzione.

### Guerra nel Donbass
Con l’intervento e l'annessione russa della Crimea e la secessione delle autoproclamate repubbliche indipendentiste russofile di Donec’k e Luhansk, Markiv entra a far parte del Battaglione "Serhij Kul'čyc'kyj" della Guardia nazionale ucraina e, con lo scoppio della guerra del Donbass, partecipa col proprio reparto a vari fatti bellici tra i quali la battaglia di Slov"jans'k durante la quale, il 24 maggio 2014, perdono la vita l’ex dissidente sovietico e giornalista russo Andrej Mironov e il fotocronista autonomo italiano Andrea Rocchelli mentre altri giornalisti rimangono feriti.

### Il caso Mironov-Rocchelli
Nel 2016 la magistratura inquirente italiana aprì un’indagine sulla morte di Andrej Mironov e Andrea Rocchelli, indagine che portò all'arresto di Vitalij Markiv, un militare della Guardia nazionale con doppia cittadinanza italiana e ucraina. L'uomo nel processo di primo grado venne ritenuto colpevole e condannato a 24 anni di reclusione. Il 3 novembre 2020 la Corte d'assise d'appello di Milano, pur ritenendo colpevoli le forze armate ucraine della morte dei giornalisti, assolse Vitalij Markiv con formula piena per insufficienza di prove, escludendo alcune testimonianze a suo carico per un vizio di forma processuale. Markiv venne quindi scarcerato. Contro l'assoluzione la procura generale e le parti civili presentarono ricorso in cassazione, ma nel 2020 la corte di appello assolse Markiv per non aver commesso il fatto. L'accusato dopo l'assoluzione fece ritorno in Ucraina, dove ha ripreso servizio come sergente nella Guardia nazionale. Contro tale sentenza di secondo grado la Procura generale di Milano presentò un ricorso, che a fine 2021 è stato ritenuto inammissibile dalla Corte suprema di cassazione, rendendo l'assoluzione definitiva.

### Invasione russa dell'Ucraina
Rientrato in patria da uomo libero il 3 novembre 2020, venne ricevuto dal presidente ucraino Volodymyr Zelens'kyj il giorno seguente e da questi successivamente insignito della medaglia di III classe dell’Ordine per il Coraggio. Promosso dapprima sergente maggiore capo e successivamente sottotenente nel luglio 2022, Markiv è ricomparso sulla pagina ufficiale Facebook del proprio battaglione durante la controffensiva ucraina nella regione di Charkiv nelle immagini della loro presa della cittadina di Svjatohirs'k il 12 settembre 2022.